# Gaj Wielki (Gran Polonia)
Gaj Wielki (pronunciación en polaco: /ɡaj ˈvjɛlkʲi/) es un pueblo ubicado en el distrito administrativo de Gmina Kaźmierz, dentro del Distrito de Szamotuły, Voivodato de Gran Polonia, en el oeste de Polonia central. Se encuentra aproximadamente a 6 kilómetros al sur de Kaźmierz, a 15 kilómetros al sur de Szamotuły, y a 24 kilómetros al oeste de la capital regional Poznań.
El pueblo tiene una población de 606 habitantes.